# Adicija
Adicija je organska kemijska reakcija, v kateri se praviloma dve, lahko pa tudi več molekul spojijo v večjo molekulo.
Adicijske reakcije se delijo na polarne adicijske reakcije, kamor spadajo 
- elektrofilne adicije in
- nukleofilne adicije

in nepolarne adicijske reakcije, kamor spada 
- radikalska adicija

## Reakcija
Adicije so omejene na organske spojine z dvojnimi in trojnimi vezmi in sicer
- spojine z dvojnimi vezmi C=C (alkeni) in trojnimi vezmi C≡C (alkini) in
- spojine s heterogenimi dvojnimi vezmi na primer C=O in C=N.

Adiciji nasprotna reakcija je eliminacija. Primer: z adicijo vode (hidriranje) na alkene nastanejo alkoholi, z eliminacijo vode iz alkoholov pa ponovno nastanejo alkeni. 

## Primer
Adicija klora na eten:
H2C=CH2 + Cl-Cl → CH2--CH2+ + Cl-Cl
CH2--CH2+ + Cl-Cl → CH2Cl-CH2Cl

## Adicijsko-eliminacijske reakcije
Adicijsko-eliminacijska reakcija je adicijska reakcija, kateri takoj sledi eliminacijska reakcija. V večini reakcij gre za adicijo nukleofilov na karbonilne spojine v reakcijah, ki jih imenujemo nukleofilna acilna substitucija..
Druge adicijsko-eliminacijske reakcije so 
- pretvorba alifatskih aminov v imine in aromatskih aminov v Schiffovo bazo (alkilimino-de-okso-bisubstitucija)
- hidroliza nitrilov v karboksilne kisline.